# 蘭峠
蘭峠 （あららぎとうげ）は、福島県耶麻郡北塩原村にある峠。標高は940メートル。

## 概要
江戸時代、陸奥国会津若松と米沢を結んでいた米沢街道（米沢方面からは会津街道と呼ばれた）が経由していた。しかし、その後の明治時代に三島通庸によって改修された会津三方道路の羽州街道は当峠を経由せず、西の喜多方や大峠などを経由していた。このため、会津三方道路の後身にあたる、現在の福島県会津地方と山形県置賜地方を結ぶ主要な交通路、国道121号も当峠付近を経由していない。

### 現在の蘭峠周辺
北塩原村内を国道459号が横断するように通っているが、国道は蘭峠を経由せず取上峠を通る。国道の旧道は現道の北を経由し細野峠を越える。また、国道から分岐して大塩峠や当峠を経由して、北塩原村桧原付近へ至る道路があり、車道が当峠付近を経由している。また、当峠と大塩峠の間には北塩原村史跡の"中ノ七里の一里塚"の跡がある。